# Église Saint-Laurent de La Bresse
Pour les articles homonymes, voir Église Saint-Laurent.
L'église Saint-Laurent de La Bresse  est une église catholique dédiée à saint Laurent, située sur la commune de La Bresse dans le département des Vosges en région Grand Est.

## Situation
L'église se trouve 20 rue de l’Église, à 643 mètres sur les hauteurs de la vallée de la Moselotte, au nord-est du département des Vosges dans la communauté de communes des Hautes Vosges.

## Historique
L’église de La Bresse fut consacrée par l’évêque de Toul en 1758. L'édifice est construit en grès grâce à l'échange de planches contre des pierres de grès des alentours de Vagney.
Un incendie ravage l'église en 1803, engendrant son agrandissement au cours du XIXe siècle.
Lors de la Seconde Guerre mondiale, la ville de La Bresse fut détruite à 80 % avec 800 immeubles démolis et 4 000 personnes évacuées puis réfugiées. Au lendemain de la Deuxième Guerre mondiale, l'église est partiellement dévastée.

## Description
C‘est le plus vieux monument de La Bresse ; Gabriel Loire a réalisé les modèles pour la totalité des vitraux. La maquette comporte 23 ensembles verriers exécutés entre 1952 et 1956. Ceux-ci sont en dalle de verre et ont été conçus en collaboration avec Émile Deschler, architecte chargé de la restauration et du sculpteur Lambert-Rucki.
D'autres commandes ont aussi été effectuées, tels que le chemin de croix, les confessionnaux, des garnitures d’autels, des statues de saint Joseph et de la Vierge, des lustres, des autels secondaires et des tentures.

## Galerie

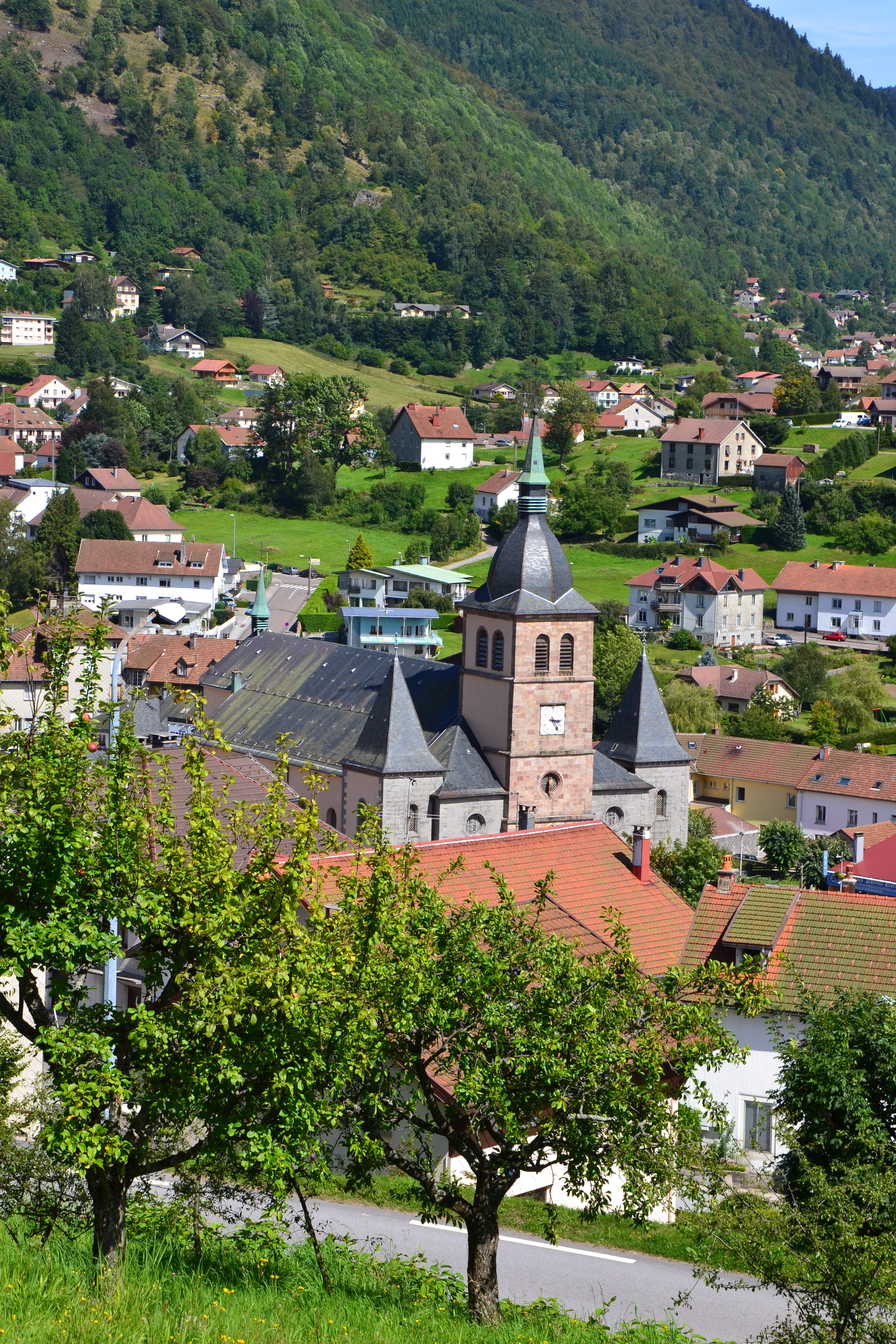
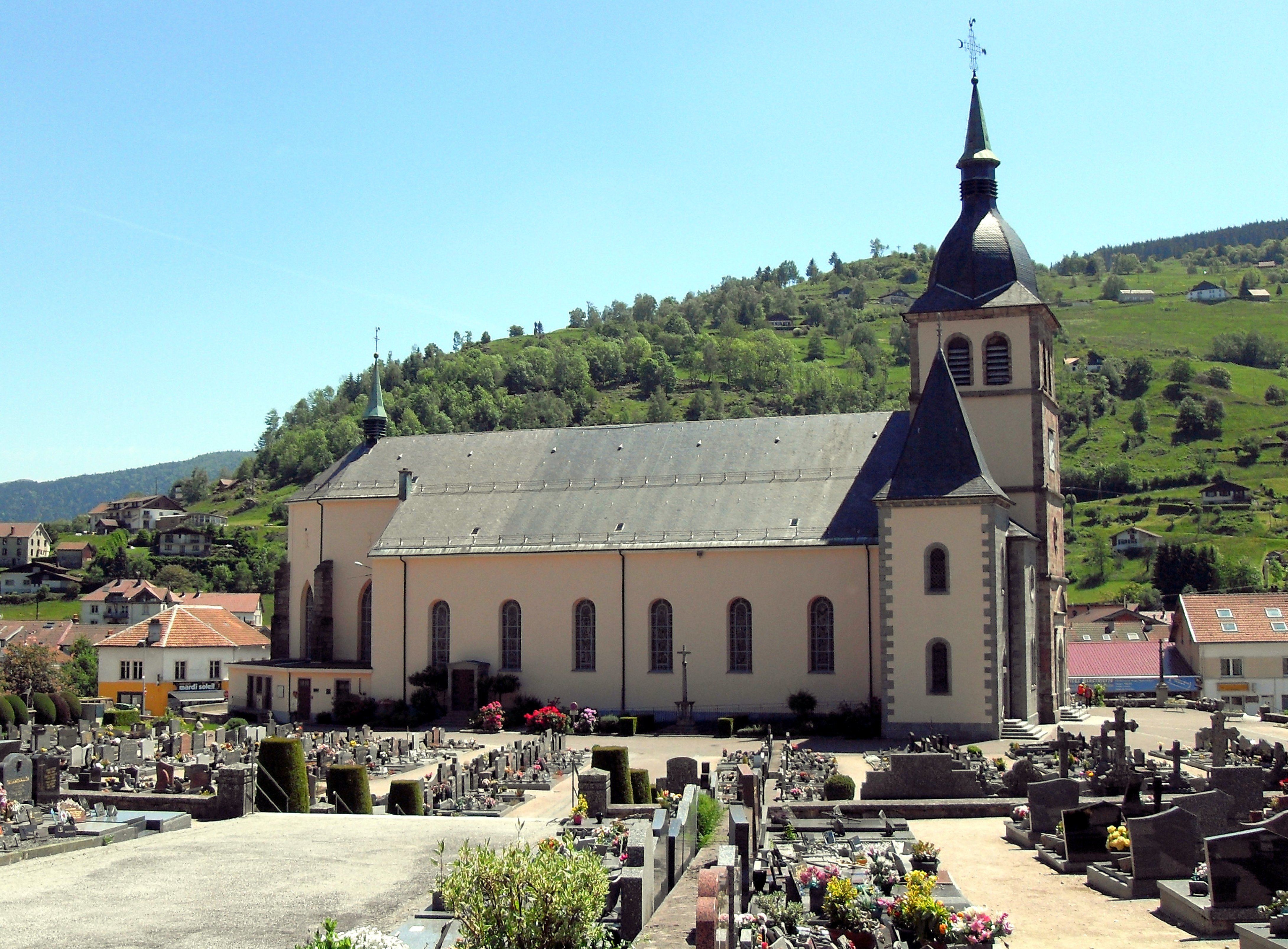
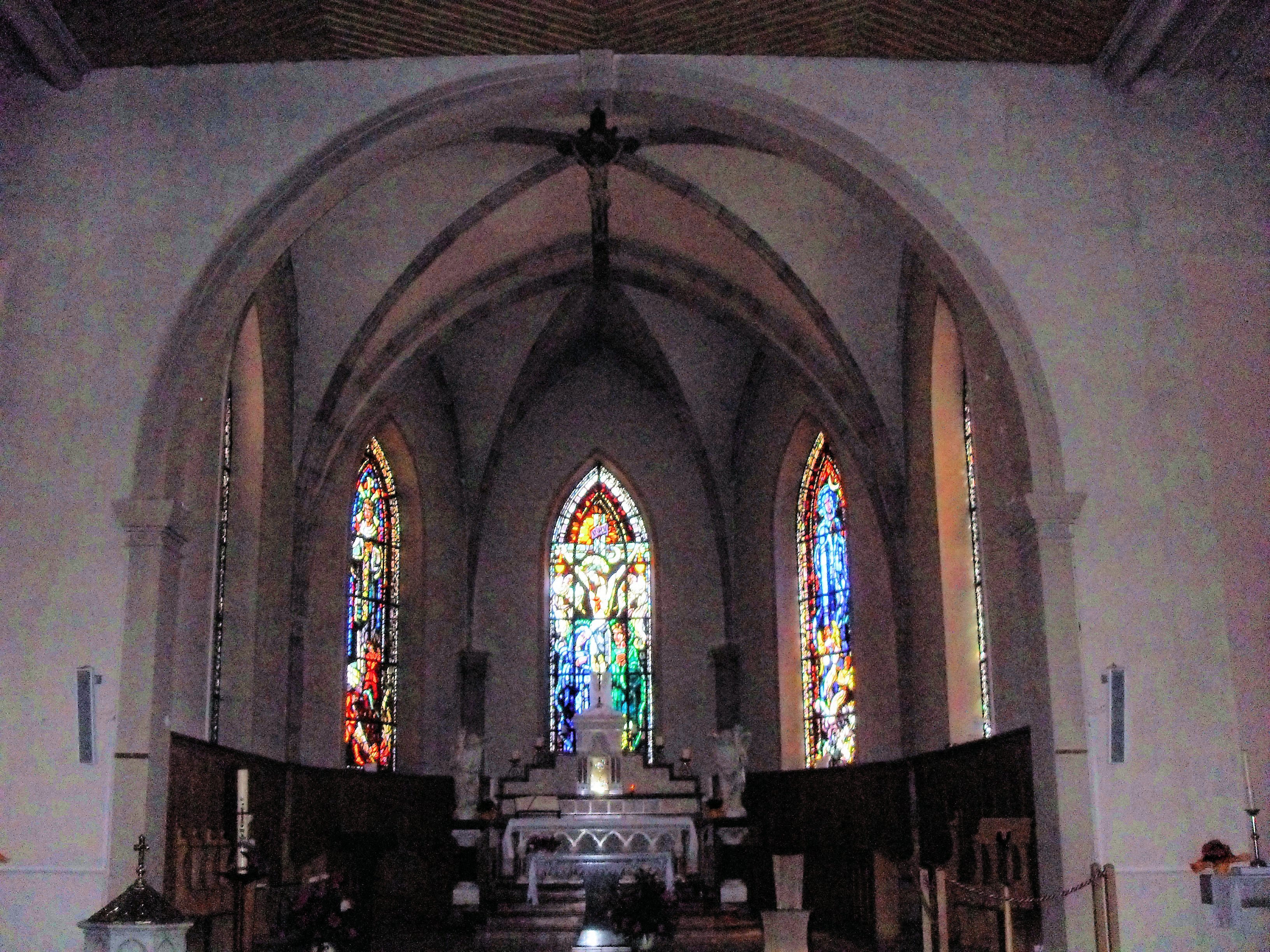